# Lessertia (genre)
Pour l’article homonyme, voir Lessertia pour la plante.
Genre
Synonymes
- Scotoneta Simon, 1910

Lessertia est un genre d'araignées aranéomorphes de la famille des Linyphiidae.

## Distribution
Les espèces de ce genre se rencontrent en zone holarctique.

## Liste des espèces
Selon World Spider Catalog (version 16.5, 21/10/2015) :
- Lessertia barbara (Simon, 1884)
- Lessertia dentichelis (Simon, 1884)

## Publication originale
- Smith, 1908 : Some British spiders taken in 1908. Journal of the Quekett Microscopical Club, sér. 2, vol. 10, p. 311-334.